# Establo Takanohana

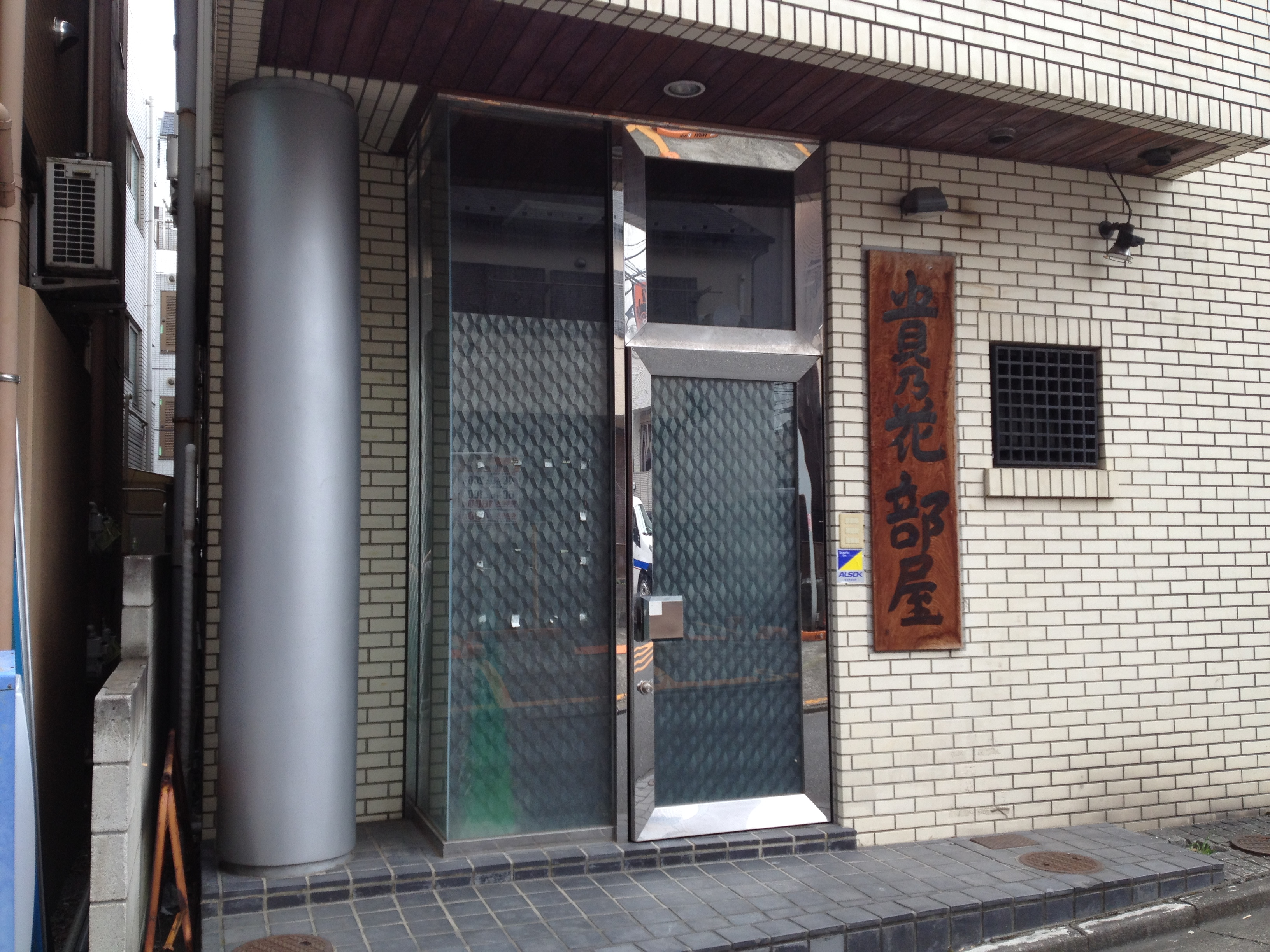
Entrada principal del difunto Establo Takanohana

El Establo Takanohana (貴乃花部屋, Takanohana-beya), anteriormente conocido como el Establo Futagoyama, fue un establo de entrenamiento de sumo profesional. Su último maestro y dueño fue el ex yokozuna Takanohana Kōji el cual asumió el control tras el retiro de su padre, el ex ōzeki Takanohana Kenshi. El recinto formó parte del ichimon Nishonoseki, no obstante, a partir de 2010 el establo pasó a ser el líder del clan Takanohana, siendo luego elevado al estatus de ichimon en 2014. El establo Takanohana fue uno de los más exitosos en la historia del sumo profesional, acumulando un total 42 campeonatos en la división makuuchi obtenidos por ocho luchadores diferentes, teniendo en cuenta también la historia de Futagoyama desde 1962. Para el torneo septiembre de 2018, el establo poseía un total de ocho luchadores, tres de ellos con estatus de sekitori. Tras una serie de escándalos, Takanohana renunció a la Asociación Japonesa de Sumo poco después de realizado ese torneo, y el establo Takanohana fue posteriormente absorbido por el establo Chiganoura el 1 de octubre de 2018.

## Historia

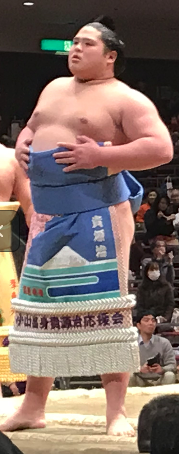
Takagenji fue uno de los sekitori producidos por Takanohana Kōji

El establo Futagoyama fue fundado en 1962 por el cuadragésimo quinto (45°) yokozuna Wakanohana Kanji I tras independizarse del antiguo establo Hanakago. Wakanohana convirtió su hogar cerca de la Estación Minami-Asagaya en la sede de su nuevo establo. Su primer sekitori fue el komusubi Futagodake. El establo Futagoyama fue uno de los más fuertes a finales de los años 70 y principios de los 80, habiendo producido dos yokozuna y dos ōzeki respectivamente, uno de los cuales era el hermano menor de Wakanohana, Takanohana Kenshi. Desde la promoción de Takanohana al rango de komusubi en mayo de 1972 hasta el retiro de Wakashimazu en julio de 1987, el establo siempre tuvo al menos un luchador clasificado en los rangos del san'yaku.
Takanohana Kenshi fundó luego el establo Fujishima tras su retiro como luchador activo en 1982, y cuando su hermano mayor alcanzó la edad de retiro obligatoria a los 65 años en marzo de 1993, los establos Fujishima y Futagoyama fueron fusionados manteniendo vigente el nombre Futagoyama. En su punto más álgido a mediados de los años 90, el establo fusionado produjo a un yokozuna, dos ōzeki, y a varios otros luchadores del san'yaku. Durante este período poseyó un total de 50 luchadores, diez de ellos clasificados en la división makuuchi: Takanohana, Wakanohana III, Takanonami, Akinoshima, Takatōriki y Toyonoumi (de Fujishima) y Takamisugi, Misugisato, Naminohana y Wakashoyo (de Futagoyama). Este dominio desencadenó algunas sugerencias de que la Asociación Japonesa de Sumo no debió haber aprobado esta fusión, ya que esto le otorgaba una ventaja injusta a estos luchadores sobre sus oponentes los cuales no tendrían que enfrentarse entre ellos durante los torneos. En contraste, el rival de Takanohana en aquel momento, el yokozuna Akebono, tuvo que combatir contra todos ellos ya que no había más luchadores de su establo en las divisiones jūryō y makuuchi.
Para comienzos de los años 2000, el establo había empezado a declinar, y en 2004, Takanohana Kenshi tuvo que retirarse como maestro debido al deterioro de su salud. Su hijo, Takanohana Kōji, asumió el control del establo renombrándolo como el establo Takanohana. El último sekitori producido por el establo, Takanonami, se retiró poco después. Bajo el liderazgo de Takanohana Kōji, el establo inicialmente fracasó para atraer nuevos reclutas, y debido los inminentes retiros, la cantidad de luchadores activos se redujo a siete solamente para 2007. El reclutamiento fue luego recuperándose, logrando incorporar siete nuevos luchadores entre los torneos de marzo de 2008 y mayo de 2009. Para mayo de 2012, el establo poseía un total de trece luchadores, incluido entre ellos al mongol Takanoiwa reclutado en noviembre de 2008. En noviembre de 2009, Takanoiwa obtuvo el campeonato de la división sandanme, representado el primer yūshō del establo desde su renombramiento. En mayo de 2012, Takanoiwa obtuvo su promoción a la división jūryō, convirtiéndose en el primer sekitori del establo desde Gokenzan[ja] en marzo de 1995, y luego alcanzó la división makuuchi en enero de 2014, poniendo fin a los diez años de mala racha del establo. Takanohana también produjo a Takakeishō, el cual alcanzó el jūryō en 2016 y el makuuchi al año siguiente, y a los gemelos idénticos Takagenji y Takayoshitoshi, los cuales se convirtieron en sekitori en 2017 y 2018 respectivamente.
En enero de 2010, el establo Takanohana, junto al establo Ōnomatsu, el establo Ōtake y el difunto establo Magaki, fue forzado a retirarse del ichimon Nishonoseki después de que Takanohana anunciase su intención de presentarse como candidato no oficial a las elecciones del gabinete de directores de la Asociación Japonesa de Sumo. En 2014, los cuatro establos, mas el establo Tatsunami, conformaron su propio ichimon liderado por Takanohana. En junio de 2016, el establo se mudo del barrio especial de Nakano a una nueva instalación en el barrio especial de Kōtō, más cercano al Ryōgoku Kokugikan. En junio de 2018, el ichimon Takanohana se disolvió tras el inminente despido de Takanohana del gabinete de directores de la asociación desencadenado por el escándalo Takanoiwa. El establo Takanohana y el establo Tatsunami se volvieron independientes. Los establos Ōnomatsu, Ōtake y Chiganoura, se reincorporaron al ichimon Nishonoseki en septiembre de 2018. Takanohana se negó a alinear su establo con otro ichimon como se lo había solicitado la asociación, y posteriormente anunció que renunciaría a su cargo, enviando una carta en la que solicitaba la transferencia de sus luchadores y personal al establo Chiganoura. Esto tuvo efecto el 1 de octubre de 2018.

## Nombres de ring
La mayoría de los luchadores de este establo solían adoptar nombres de ring o shikona con el prefijo "Taka" (貴), extraído del nombre del último maestro y dueño del establo, el ex yokozuna Takanohana II, al igual que su padre, Takanohana I, el cual fue maestro antes que él.

## Dueños
- 2004–2018: Takanohana Kōji (toshiyori, el sexagésimo quinto (65°) yokozuna Takanohana II)
- 1993–2004: El décimo primer (11°) Futagoyama (ex ōzeki Takanohana I)
- 1962–1993: El décimo (10°) Futagoyama (el cuadragésimo quinto (45°) yokozuna Wakanohana I)

## Exluchadores destacados
- Wakanohana Kanji II (el quincuagésimo sexto (56°) yokozuna)
- Takanosato Toshihide (el quincuagésimo noveno (59°) yokozuna)
- Takanohana Koji (el sexagésimo quinto (65°) yokozuna)
- Wakanohana Masaru (el sexagésimo sexto (66°) yokozuna)
- Takanohana Kenshi (ex ōzeki)
- Wakashimazu Mutsuo (ex ōzeki)
- Takanonami Sadahiro (ex ōzeki)
- Takatōriki Tadashige (ex sekiwake)
- Akinoshima Katsumi (ex sekiwake)
- Takamisugi Takakatsu (ex komusubi)
- Takanoiwa (ex maegashira)
- Takakeishō (ex komusubi, luego ōzeki tras transferencia)

## Ubicación y acceso
Higashi Suna 4-7-6, barrio especial de Kōtō, Tokio. A 13 minutos caminando desde la Estación Minami-Sunamachi (Línea Tōzai)